# عائلة نينتندو دي أس
عائلة نينتندو دي أس (بالإنجليزية: Nintendo DS family)‏ هي عائلة من أنظمة ألعاب الفيديو المحمولة التي تم تطويرها وتصنيعها وإصدارها وتسويقها بواسطة نينتندو.
تم إصداره في البداية كمنصة تجريبية تابعة عائلة غيم بوي أدفانس الحالية، وسرعان ما استبدله نينتندو دي أس كعائلة الأجهزة المحمولة الرائدة من نينتندو. تم تمييز دي أس عن سابقتها من خلال عرض عامل شكل «صدفي» قابل للطي وشاشتين - الشاشة السفلية عبارة عن شاشة تعمل باللمس تتيح الإدخال بقلم رقمي مضمن. كانت أيضًا أول نظام محمول من نينتندو تتمتع بقدرات لاسلكية مدمجة، تدعم كل من الاتصال المحلي بين أنظمة دي أس الأخرى، واتصالات الإنترنت عبر خدمة نينتندو واي فاي كونيكشن المتوقفة الآن.
يتكون العائلة من ثلاثة نماذج: نينتندو دي أس الأصلي؛ نينتندو دي أس لايت، نسخة مبسطة من النموذج الأصلي مع شاشات أكثر إشراقًا؛ ونينتندو دي أس آي، وهو تكرار محسّن لدي أس لايت مع الأجهزة المحدّثة، ودعم التخزين الداخلي والقابل للإزالة، والكاميرات، وبرامج النظام المحدّثة مع تطبيقات تسجيل الصور والصوت، والقدرة على تنزيل وشراء برامج إضافية عبر متجر دي أس آي وير، وأكبر طراز نينتندو دي إس آي إكس إل.
طوال السنوات التي صدرت فيها نينتندو دي أس، كان بلاي ستيشن بورتبل من سوني هي المنافس الرئيسي في السوق. كان العائلة ناجحًا للغاية، واستمر في اتجاه سابقه، خط غيم بوي. مع بيع أكثر من 154 مليون وحدة في جميع أنحاء العالم، تعد طرازات دي أس هي أكثر أجهزة الألعاب المحمولة مبيعًا، وثاني أكثر نظام مبيعا بشكل عام بعد بلاي ستيشن 3.
حلت عائلة نينتندو 3دي أس محل خط دي أس رسميًا في عام 2011؛ يحمل خط 3دي أس أوجه تشابه في الوظائف مع دي أس آي، ولكن مع مزيد من التحسينات على أجهزته الداخلية وبرامجه بما في ذلك العرض ثلاثي الأبعاد ذاتي المجهر.

## التاريخ
| 2004 | نينتندو دي أس           |
| 2005 |                         |
| 2006 | نينتندو دي أس لايت      |
| 2007 |                         |
| 2008 | نينتندو دي أس آي        |
| 2009 | نينتندو دي أس آي إكس إل |

## عائلة نينتندو دي أس

### نينتندو دي أس

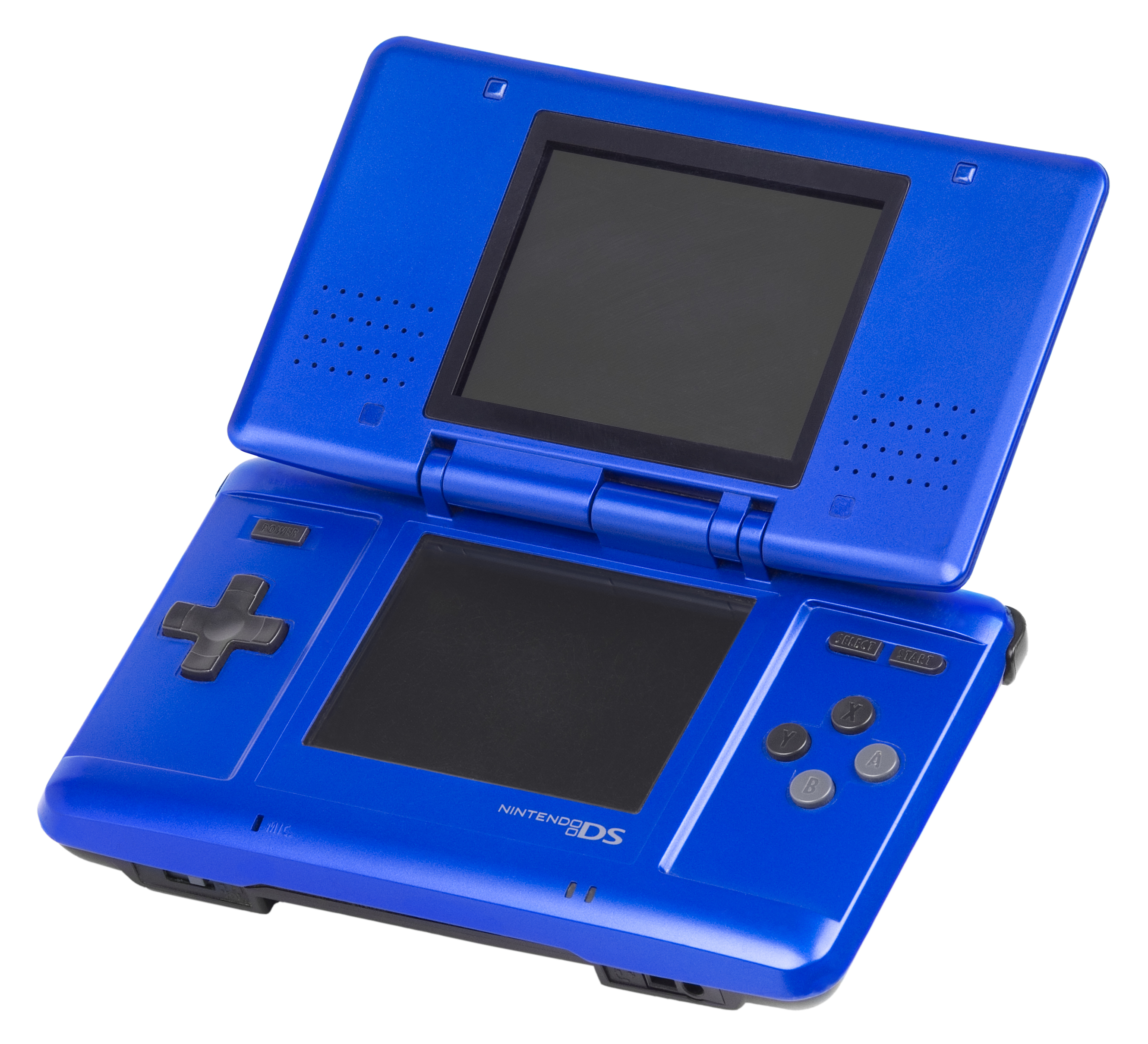
نينتندو دي أس أزرق مفتوح.

نينتندو دي أس هو عبارة عن نظام ألعاب فيديو محمول على شاشة مزدوجة تم تطويره وإصداره بواسطة نينتندو. تم طرح الجهاز للبيع في أمريكا الشمالية في 21 نوفمبر 2004. قدم دي أس، وهو اختصار لعبارة «نظام المطورين» أو «الشاشة المزدوجة»، ميزات جديدة مميزة للألعاب المحمولة: شاشة LCD تعمل جنبًا إلى جنب مع شاشة تعمل باللمس وميكروفون مدمج ودعم الاتصال اللاسلكي. يتم تضمين الشاشتين في تصميم صدفي مشابه لغيم بوي أدفانس أس بي. يمكن لأنظمة دي أس المتعددة أن تتفاعل مباشرة مع بعضها البعض عبر شبكة واي فاي قصيرة المدى دون الحاجة إلى الاتصال بشبكة لاسلكية مركزية. بدلاً من ذلك، يمكنهم التفاعل عبر الإنترنت باستخدام خدمة نينتندو واي فاي كونيكشن المتوقفة الآن.
قبل إطلاقه، تم تسويق نينتندو دي أس على أنه «الركيزة الثالثة» في تشكيلة أنظمة نينتندو، والتي تهدف إلى تكملة غيم بوي أدفانس وغيم كيوب. ومع ذلك، فإن التوافق مع الإصدارات السابقة مع عناوين غيم بوي أدفانس والمبيعات القوية أدى في النهاية إلى إنشاء وحدة التحكم المحمولة الجديدة كخليفة لسلسلة غيم بوي.

### نينتندو دي أس لايت

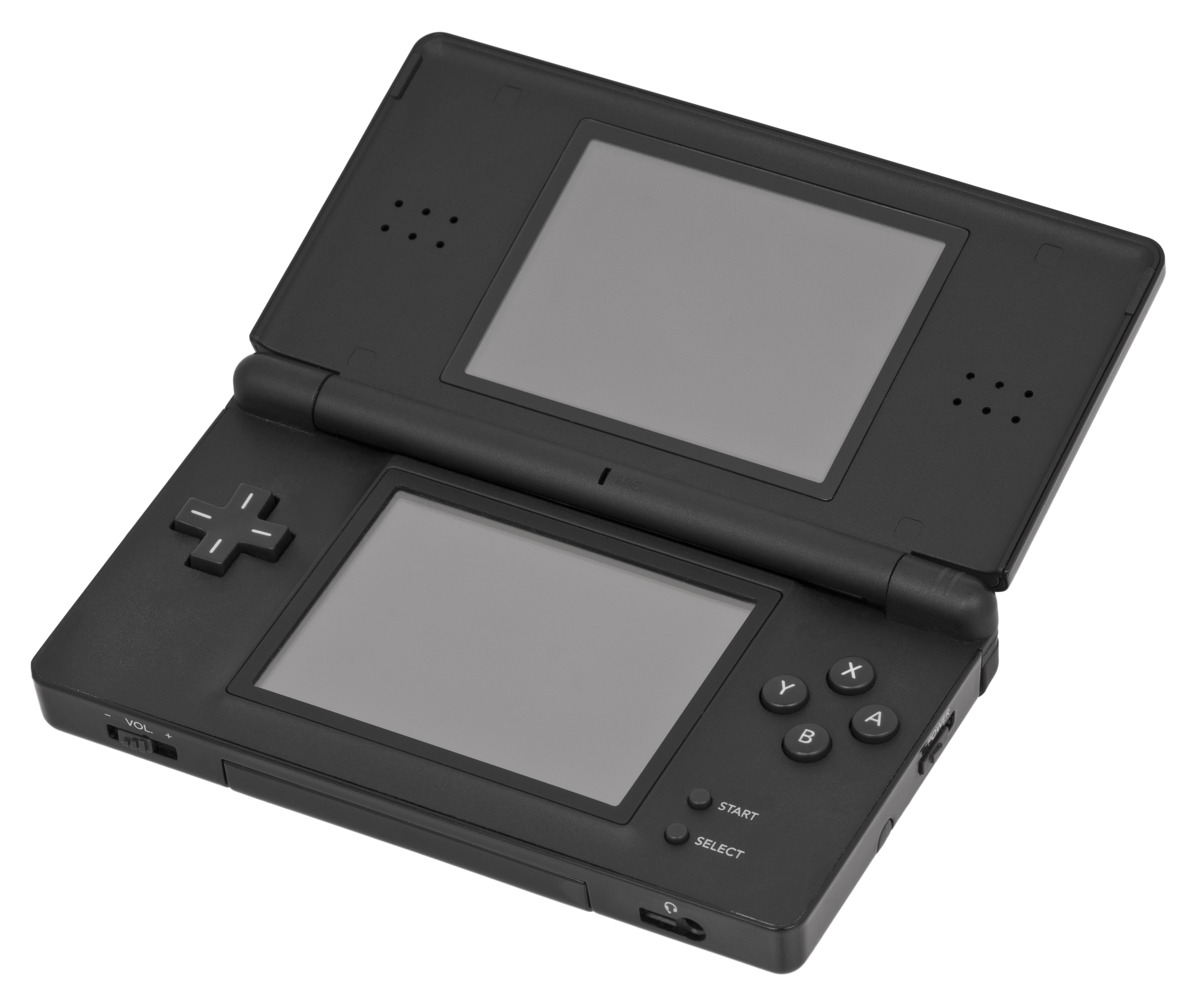
نينتندو دي أس لايت أسود مفتوح.

نينتندو دي أس لايت هو عبارة عن نظام ألعاب فيديو محمول على شاشة مزدوجة تم تطويرها وتصنيعها بواسطة نينتندو. إنها إعادة تصميم أقل نحافة وأكثر إشراقًا وخفيفة الوزن من دي أس الأصلي. تم الإعلان عنه في 26 يناير 2006، أي قبل أكثر من شهر من إطلاقه الأولي في اليابان في 2 مارس 2006 بسبب الطلب الهائل على النموذج الأصلي. تم إصداره في أستراليا وأمريكا الشمالية وأوروبا ونيوزيلندا وسنغافورة ومناطق محددة في أمريكا الجنوبية والشرق الأوسط وشرق آسيا. اعتبارًا من 31 ديسمبر 2013، وصلت شحنات دي أس لايت إلى 93.86 مليون وحدة في جميع أنحاء العالم، وفقًا لنينتندو. كان هذا هو آخر جهاز محمول له توافق مع الإصدارات السابقة مع ألعاب غيم بوي أدفانس.

### نينتندو دي أس آي

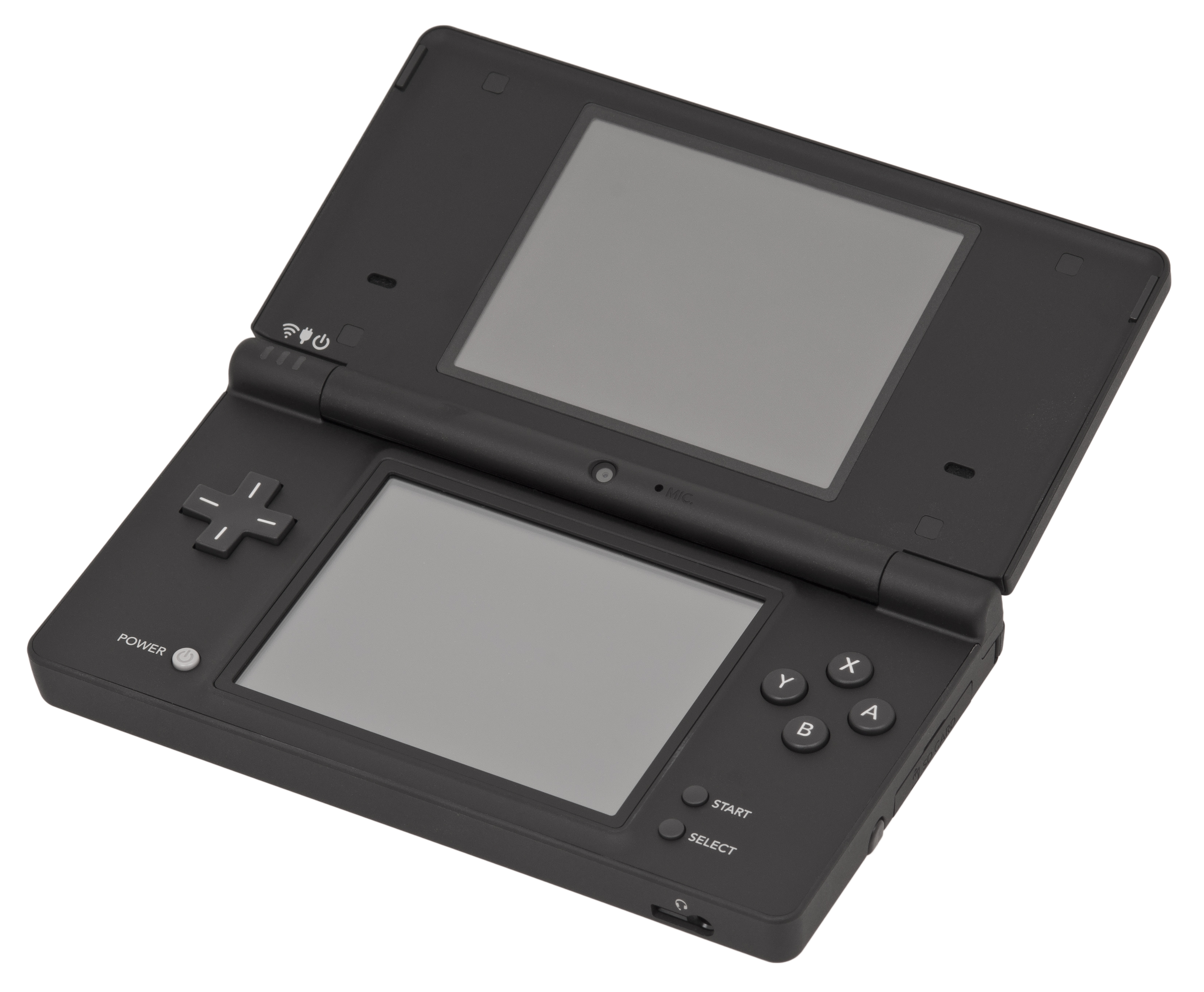
نينتندو دي أس آي أسود مفتوح

نينتندو دي أس آي هو عبارة عن نظام ألعاب فيديو محمول على شاشة مزدوجة تم إصدارها بواسطة نينتندو. تم إطلاق النظام في اليابان في 1 نوفمبر 2008، وفي جميع أنحاء العالم بدءًا من أبريل 2009. إنها النسخة الثالثة من نينتندو دي أس، ومنافستها الرئيسية في السوق هي بلاي ستيشن بورتبل من سوني. بدأ تطوير دي أس آي في أواخر عام 2006، وكشف النقاب عن الجهاز المحمول خلال مؤتمر نينتندو في أكتوبر 2008 في طوكيو. أقنع طلب المستهلك نينتندو بإنتاج جهاز محمول أقل نحافة مع شاشات أكبر من دي أس لايت. وبالتالي، قامت نينتندو بإزالة فتحة خرطوشة غيم بوي أدفانس لتحسين إمكانية النقل دون التضحية بالمتانة.
على الرغم من أن تصميم دي أس آي مشابه لتصميم دي أس لايت، إلا أنه يتميز بكاميرتين رقميتين، ويدعم تخزين المحتوى الداخلي والخارجي، ويتصل بمتجر على الإنترنت يسمى نينتندو دي أس آي شوب (والذي تم إيقافه في عام 2017). ذكرت نينتندو أن العائلات غالبًا ما تشترك في أنظمة دي أس ودي أس لايت. تهدف وظيفته الجديدة إلى تسهيل التخصيص، وذلك لتشجيع كل فرد من أفراد الأسرة على شراء دي أس آي. يدعم الجهاز المحمول الوسائط المادية الحصرية بالإضافة إلى ألعاب دي أس مع ميزات خاصة بدي أس آي وعناوين دي أس القياسية. الاستثناء الوحيد للتوافق مع الإصدارات السابقة هو ألعاب دي أس السابقة التي تتطلب فتحة غيم بوي أدفانس. اعتبارًا من 30 سبتمبر 2014، باعت نينتندو 41.37 مليون وحدة دي أس آي ودي أس آي إكس إل معًا.
كانت تقييمات دي أس آي إيجابية بشكل عام. على الرغم من أن آي جي إن وبيت-تيتش شجبوا افتقار النظام إلى البرامج الحصرية وإزالة فتحة خرطوشة غيم بوي أدفانس، إلا أن وظيفتها المضافة جعلت العديد من الصحفيين يوصون بها لأولئك الذين لم يشتروا طراز دي أس سابقًا. أصيب العديد من النقاد بخيبة أمل بسبب الدقة المحدودة لكاميرات دي أس آي، على الرغم من أن آخرين مثل آرس تيشنيكا وغيم سبوت اتفقوا على أنهم كانوا مناسبين لعرض الجهاز المحمول باليد. اعتبرت سي نت وبي سي وورلد أن متجر دي أس آي هو أهم حافز شراء لمالكي دي أس الحاليين.

### نينتندو دي أس آي إكس إل

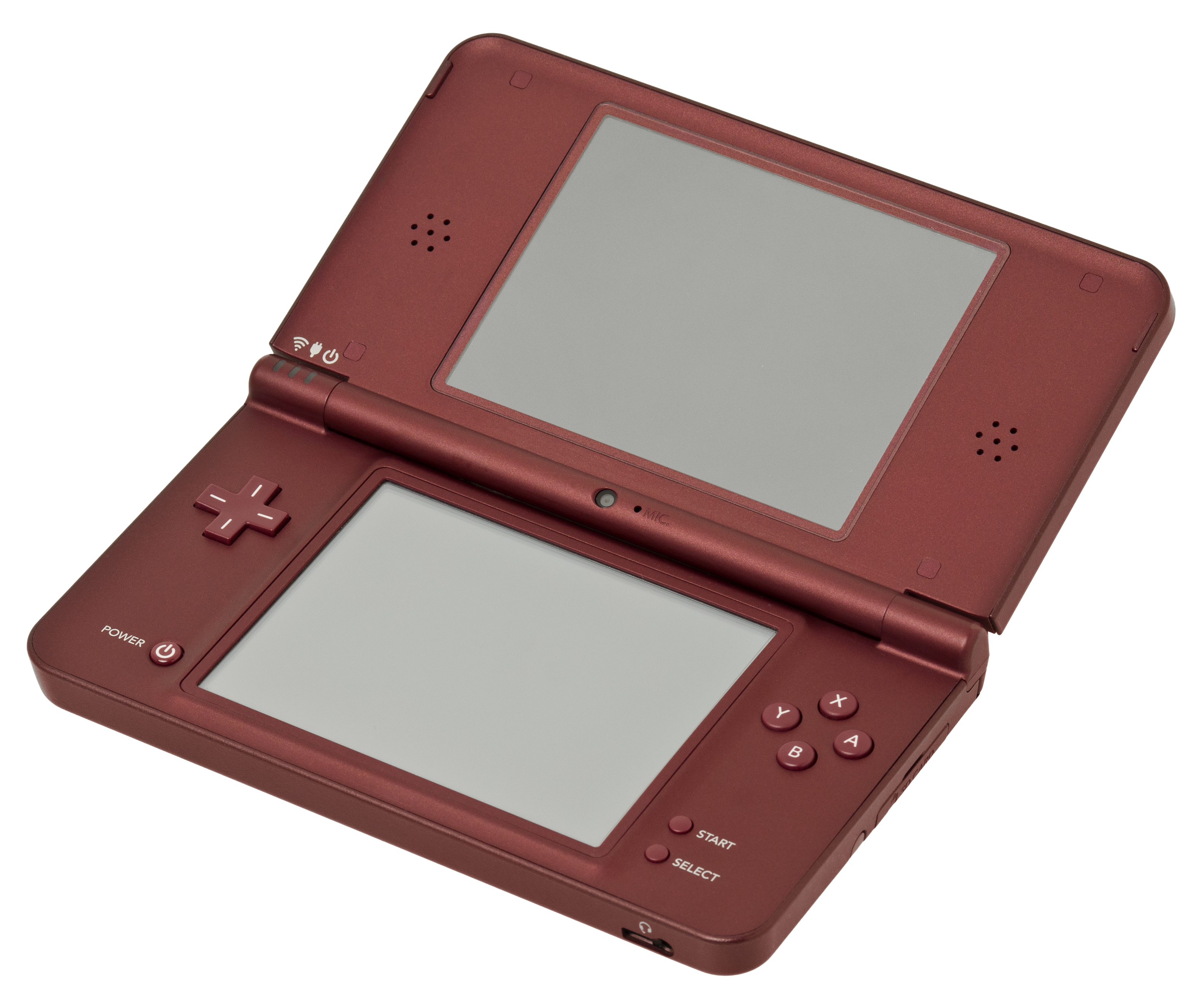
نينتندو دي أس آي إكس إل مفتوح باللون العنابي.

نينتندو دي أس آي إكس إل (بالإنجليزية: Nintendo DSi XL)‏ يتميز بشاشات أكبر، وحجم إجمالي أكبر من دي أس آي الأصلي. إنه نموذج دي أس الرابع والأخير، وهو أول نموذج متوفر كتنوع نقي الحجم. قال ساتورو إواتا إن قيود التكلفة، حتى ذلك الحين، حدت من حجم الشاشة وجوانب تعدد اللاعبين لوحدات الألعاب المحمولة، وأن دي أس آي إكس إل يوفر «زاوية رؤية محسّنة على الشاشات»، مما يجعله أول «نظام محمول يمكن الاستمتاع به مع الأشخاص المحيطين باللاعب.» وجادل بأن هذا يقدم طريقة جديدة للعب ألعاب الفيديو المحمولة، حيث«يمكن أيضًا للأشخاص المحيطين باللاعب الانضمام بطريقة أو بأخرى إلى طريقة اللعب.» بينما تم تصميم دي أس آي الأصلي خصيصًا للاستخدام الفردي، واقترح إواتا أن يمنح مشتري دي أس آي إكس إل «مكانًا ثابتًا على طاولة في غرفة المعيشة»، بحيث يمكن مشاركتها من قبل العديد من أفراد الأسرة.
دي أس آي إكس إل هو نموذج دي أس الأطول والأوسع والأكثر سطوعًا والأثقل. تتميز وحدة التحكم بشاشتين LCD بزاوية عرض واسعة مقاس 4.2 بوصة (110 مم) بنفس دقة الطراز الأصغر. لقد أدى إلى تحسين عمر البطارية على دي أس آي في جميع إعدادات السطوع؛ على سبيل المثال، تدوم البطاريات من 13 إلى 17 ساعة في الإعداد الخافت. تم تجهيز السماعة المحمولة باليد بمكبرات صوت متطابقة موجودة في حاويات مكبرات صوت أكبر، مما يمكنها من إنتاج صوت أعلى. تقوم المفصلات بإيقاف الشاشة عند 120 درجة بالإضافة إلى وضع دي أس آي الأصلي البالغ 155 درجة للسماح بمشاهدة أسهل من أعلى المنضدة. يتم تجميع دي أس آي إكس إل مع نسختين أطول، أحدهما أكثر سمكًا، ومدورًا، ويشبه القلم، ولا يتناسب مع الوحدة.

## المقارنة
| الإسم                   | نينتندو دي إس آي إكس إل                                                                               | نينتندو دي أس آي                                                                                          | نينتندو دي أس لايت                                                                                     | نينتندو دي أس                                                                                       |
| الشعار                  | | | | |
| ----------------------- | --- | --- | --- | --------------------------------------------------------------------------------------------------- |
| الصورة                  | Nintendo DSi XL                                                                                       | An opened clamshell dual-screen handheld device. A camera is embedded in the internal hinge.              | Nintendo DS Lite                                                                                       | An original Nintendo DS                                                                             |
| تاريخ الإصدار           | اليابان 21 نوفمبر 2009 أ.ش. 28 مارس 2010 أوروبا 5 مارس 2010 أوس 15 أبريل 2010                         | اليابان 1 نوفمبر 2008 أ.ش. 5 أبريل 2009 أوروبا 3 أبريل 2009 أوس 2 أبريل 2009                              | اليابان 2 مارس 2006 أ.ش. 11 يونيو 2006 أوروبا 23 يونيو 2006 أوس 1 يونيو 2006                           | اليابان 2 ديسمبر 2004 أ.ش. 21 نوفمبر 2004 أوروبا 11 مارس 2005 أوس 24 فبراير 2005                    |
| سعر الإطلاق             | ¥20,000 US$189.99 €179.99 £159.99 A$299.95                                                            | ¥18,900 US$169.99 €169.99 £149.99 A$299.95                                                                | ¥16,800 US$129.99 €149.99 £99.99 A$199.95                                                              | ¥15,000 US$149.99 €149.99 £99.99 A$199.95                                                           |
| العرض                   | 4.2 بوصة (107 ملم)                                                                                    | 3.25 بوصة (83 ملم)                                                                                        | 3.12 بوصة (79 ملم)                                                                                     | 3.0 بوصة (76 ملم)                                                                                   |
| العرض                   | 256 × 192 بكسل (كلا الشاشتين)                                                                         | | | |
| العرض                   | 262144 لونا                                                                                           | | | |
| العرض                   | 5 مستويات سطوع                                                                                        | 5 مستويات سطوع                                                                                            | 4 مستويات سطوع                                                                                         | تبديل تشغيل / إيقاف الإضاءة الخلفية                                                                 |
| الصوت                   | ستيريو مع 16 قناة PCM / ADPCM                                                                         | ستيريو مع 16 قناة PCM / ADPCM                                                                             | ستيريو مع 16 قناة PCM / ADPCM                                                                          | ستيريو مع 16 قناة PCM / ADPCM                                                                       |
| المعالج                 | 133 ميجاهرتز ARM946E-S & 33.514 ميجاهرتز ARM7TDMI                                                     | 133 ميجاهرتز ARM946E-S & 33.514 ميجاهرتز ARM7TDMI                                                         | 67.028 ميجاهرتز ARM946E-S & 33.514 ميجاهرتز ARM7TDMI                                                   | 67.028 ميجاهرتز ARM946E-S & 33.514 ميجاهرتز ARM7TDMI                                                |
| الذاكرة                 | 16 ميجا بايت PSRAM                                                                                    | 16 ميجا بايت PSRAM                                                                                        | 4 ميجا بايت SRAM (قابلة للتوسيع عبر فتحة غيم بوي أدفانس)                                               | 4 ميجا بايت SRAM (قابلة للتوسيع عبر فتحة غيم بوي أدفانس)                                            |
| الكاميرا                | مستشعرات 0.3 ميجا بيكسل أمامية وخارجية                                                                | مستشعرات 0.3 ميجا بيكسل أمامية وخارجية                                                                    | لا يوجد                                                                                                | لا يوجد                                                                                             |
| تخزين البيانات          | ذاكرة فلاش NAND داخلية بسعة 256 ميجا بايت، قابلة للتوسيع حتى 32 جيجا بايت عبر فتحة بطاقة SD / SDHC    | ذاكرة فلاش NAND داخلية بسعة 256 ميجا بايت، قابلة للتوسيع حتى 32 جيجا بايت عبر فتحة بطاقة SD / SDHC        | لا يوجد                                                                                                | لا يوجد                                                                                             |
| وسائط ملموسة            | خرطوشة روم نينتندو دي أس (8-512 MB)                                                                   | خرطوشة روم نينتندو دي أس (8-512 MB)                                                                       | خرطوشة روم نينتندو دي أس (8-512 MB) خرطوشة روم غيم بوي أدفانس (2–32 MB)                                | خرطوشة روم نينتندو دي أس (8-512 MB) خرطوشة روم غيم بوي أدفانس (2–32 MB)                             |
| أزرار يد التحكم         | - دي باد - A/B/X/Y ،L/R، وأزرار START/SELECT - شاشة لمس - ميكروفون - كاميرا                           | - دي باد - A/B/X/Y ،L/R، وأزرار START/SELECT - شاشة لمس - ميكروفون - كاميرا                               | - دي باد - A/B/X/Y ،L/R، وأزرار START/SELECT - شاشة لمس - ميكروفون                                     | - دي باد - A/B/X/Y ،L/R، وأزرار START/SELECT - شاشة لمس - ميكروفون                                  |
| البطاريات               | بطارية ليثيوم أيون 1050 مللي أمبير - 13–17 ساعة (على أقل إعداد سطوع) - 4–5 ساعة (على أعلى إعداد سطوع) | بطارية ليثيوم أيون بسعة 840 مللي أمبير - 9–14 ساعة (على أقل إعداد سطوع) - 3–4 ساعات (على أعلى إعداد سطوع) | بطارية ليثيوم أيون 1000 مللي أمبير - 15–19 ساعة (على أقل إعداد سطوع) - 5–8 ساعات (على أعلى إعداد سطوع) | بطارية ليثيوم أيون 850 مللي أمبير - 6–10 ساعة (يتم تحديده من خلال سطوع الشاشة واللاسلكي وحجم الصوت) |
| الوزن                   | 314 غرام (11.1 أونصة)                                                                                 | 214 غرام (7.5 أونصة)                                                                                      | 218 غرام (7.7 أونصة)                                                                                   | 275 غرام (9.7 أونصة)                                                                                |
| الأبعاد                 | 161 مـم (6.3 بوصة) W 91.4 مـم (3.60 بوصة) D 21.2 مـم (0.83 بوصة) H                                    | 137 مـم (5.4 بوصة) W 74.9 مـم (2.95 بوصة) D 18.9 مـم (0.74 بوصة) H                                        | 133 مـم (5.2 بوصة) W 73.9 مـم (2.91 بوصة) D 21.5 مـم (0.85 بوصة) H                                     | 148.7 مـم (5.85 بوصة) W 84.7 مـم (3.33 بوصة) D 28.9 مـم (1.14 بوصة) H                               |
| خدمات عبر الانترنت      | نينتندو واي فاي كونيكشن - نينتندو دي أس آي شوب - نينتندو دي أس آي براوزر - نينتندو زون                | نينتندو واي فاي كونيكشن - نينتندو دي أس آي شوب - نينتندو دي أس آي براوزر - نينتندو زون                    | نينتندو واي فاي كونيكشن - نينتندو دي أس براوزر                                                         | نينتندو واي فاي كونيكشن - نينتندو دي أس براوزر                                                      |
| حجب إقليمي              | نعم                                                                                                   | نعم | لا | لا                                                                                                  |
| التوافق مع إصدارات أقدم | — | — | خرطوشة روم غيم بوي أدفانس (ألعاب فردية فقط)                                                            | خرطوشة روم غيم بوي أدفانس (ألعاب فردية فقط)                                                         |

## الملاحظات
1. ↑  غيم بوي أدفانس متوافق مع دي أس ودي أس لايت، ولا يتوافق مع دي أس آي.